# Pagan Kennedy
Pagan Kennedy (née le 7 septembre 1962 à Washington) est une chroniqueuse et autrice américaine, pionnière du mouvement fanzine des années 1990.
Elle a écrit une dizaine de livres, touchant à plusieurs genres. Contributrice régulière au Boston Globe, elle a publié des articles dans des dizaines de magazines et de journaux,. Entre 2012 et 2013, elle était chroniqueuse dans le New York Times Magazine.

## Biographie

### Jeunesse et formation
Pamela Kennedy naît le 7 septembre 1962 et grandit dans la banlieue de Washington. En 1984, elle est diplômée de l'Université Wesleyan en études américaines, et passe ensuite une maîtrise universitaire ès lettres en fiction à l'Université Johns Hopkins.

### Carrière
Après ses études, elle vit à New York, où elle est pigiste à The Village Voice, et publie ses premiers textes.
À partir de 1988, installée à Boston, Kennedy raconte sa vie tout au long de sa vingtaine dans son fanzine Pagan's Head. Alors qu'elle essaye d'écrire un roman, elle réalise que les difficultés auxquelles elle se confronte sont levées dans ce medium, qui permet une grande liberté de ton. Elle s'invente un personnage qu'elle appelle Pagan1, mélangeant réalité et fiction.
Son livre Platforms: A Microwaved Cultural Chronicle of the 1970s (1994) se penche sur le sens des modes des années 1970 : le cinéma, la télévision, la politique, les chaussures Earth (en)… La même année paraît Stripping and Other Stories, un recueil de nouvelles centré sur la vie de femmes hors des normes : adolescentes punk, pratiquantes du vaudou, fans de math,…
En 1995 paraît Spinsters, traduit en français en 2017 sous le titre Les Vieilles Filles (en). Situé en 1968, on y suit deux sœurs trentenaires qui, après le décès de leur père, se lancent dans un road trip à travers les États-Unis. Le roman peut évoquer Thelma et Louise,,
Dans son roman The Exes, paru en 1998, deux ex montent un groupe de rock avec d'autres ex.
En 2006, elle écrit Confessions of a Memory Eater, dont le personnage principal, Win Duncan, est un médiocre professeur anglais âgé d'une cinquantaine d'années dont le mariage part à vau-l'eau. Un vieil ami lui propose de tester un nouveau médicament, Mem, qui permet de se replonger dans un souvenir de façon très précise. Win Duncan fuit alors sa vie pour se réfugier dans le passé,.
En 2007, elle écrit The First Man-Made Man, une biographie de Michael Dillon, qui, dans les années 1940, a été le premier cas réussi de traitement de changement de sexe de femme à homme. Le livre raconte comment il est tombé amoureux de Roberta Cowell, qui était à l'époque la seule autre transsexuelle en Grande-Bretagne.
En juillet 2012, Kennedy a été nommé chroniqueuse design pour New York Times Magazine. Sa chronique « Who Made That » retrace les origines de toute sorte d'objets, des box en open space au test de grossesse à domicile.

### Enseignement
Kennedy est professeure invitée d'écriture créative au Dartmouth College. Elle a notamment enseigné l'écriture de fiction et de non-fiction au Boston College et à l'Université Johns-Hopkins.

## Vie privée
Rescapée du cancer de l'ovaire, Kennedy vit à Somerville, Massachusetts avec son compagnon Kevin Bruyneel. Elle a vécu avec la cinéaste Liz Canner, dans une relation qu'elle a décrite comme similaire à un mariage de Boston.

## Récompenses

### Obtenues
- 1993 : bourse de recherche du National Endowment for the Arts en fiction[1]
- 1996 : Barnes & Noble Discover Award pour Spinsters
- 2002 : Massachusetts Book Award honors pour Black Livingstone: A True Tale of Adventure in the Nineteenth-Century Congo[réf. nécessaire]
- 2010 : bourse Knight Science Journalism du Massachusetts Institute of Technology[19]
- 2010/2011 : bourse Creative Nonfiction du Massachusetts Cultural Council[réf. nécessaire]
- Sonora Review fiction prize[réf. nécessaire]
- bourse Lemelson décernée par le Smithsonian Institution[19]

### Nominations
- 1996 : Prix Orange pour Spinsters[4]

### Traduit en français
- Pagan Kennedy (trad. de l'anglais par Philippe Brossaud), Les Vieilles Filles (en) [« Spinsters »], Paris, Éditions Denoël, coll. « Denoël & d'ailleurs », 2 mars 2017 (1re éd. 1995), 224 p. (ISBN 9782207135112).

### Romans
- 1998 : The Exes, Simon & Schuster
- 2006 : Confessions of a Memory Eater

### Essais
- 1994 : Platforms: A Microwaved Cultural Chronicle of the 1970s, St. Martin's Press
- 1995 : 'Zine: How I Spent Six Years of My Life in the Underground and Finally… Found Myself… I Think, St. Martin's Press
- 1997 : Pagan Kennedy's Living: Handbook for Ageing Hipsters, St. Martin's Press
- 2002 : Black Livingstone: A True Tale of Adventure in the Nineteenth-Century Congo, Viking[20],[21]
- 2007 : The First Man-Made Man: The Story of Two Sex Changes, One Love Affair, and a Twentieth-Century Medical Revolution, Bloomsbury USA
- 2008 : The Dangerous Joy of Dr. Sex and Other True Stories
- 2016 : Inventology: How We Dream Up Things That Change the World (en), Santa Fe Writer's Project

### Recueils
- 1994 : Stripping and Other Stories, recueil de nouvelles, Serpent's Tail

### Collectifs
- 1995 : The Year's Best Fantasy and Horror Eighth Annual Collection
- 2008 : The Best Creative Nonfiction Volume 2

### Nouvelles
- 1989 : Elvis's Bathroom